# Estado dos vangiões
O Estado dos vangiões (em latim: Civitas Vangionum) foi uma estado romano (civitas), uma unidade administrativa semi-autônoma. Localizada na Estrada Romana do Reno, na atual área sul de Hesse Renano em Renânia-Palatinado, foi habitada pela tribo dos vangiões. O local principal de sua administração foi Borbetômago, local de denominação celta, no qual desenvolveu-se depois a cidade de Worms.